# Бжозова (Влощовський повіт)
Бжозова (пол. Brzozowa) — село в Польщі, у гміні Сецемін Влощовського повіту Свентокшиського воєводства.
Населення — 344 особи (2011).
У 1975-1998 роках село належало до Ченстоховського воєводства.

## Демографія
Демографічна структура на день 31 березня 2011 року:
|          | Загалом | Допрацездатний вік | Працездатний вік | Постпрацездатний вік |
| -------- | ------- | ------------------ | ---------------- | -------------------- |
| Чоловіки | 164     | 26                 | 120              | 18                   |
| Жінки    | 180     | 32                 | 93               | 55                   |
| Разом    | 344     | 58                 | 213              | 73                   |